# Specialisterne
Specialisterne (Les Spécialistes) est une entreprise danoise d'innovation sociale qui s'appuie sur les caractéristiques des personnes avec un trouble du spectre de l'autisme (TSA) en vue d'obtenir un avantage concurrentiel.
Specialisterne fournit des services tels que des tests logiciel, du contrôle qualité et de la conversion de données pour les entreprises, notamment au Danemark, où se trouve le siège et au Canada. En outre, Specialisterne évalue et forme des personnes avec TSA pour répondre aux exigences du secteur de l'entreprise.
La société offre un environnement de travail au sein duquel il est « normal » d'avoir des TSA, et où le rôle de la direction et du personnel est de créer le meilleur environnement de travail possible pour les employés avec TSA.
En août 2010, Specialisterne a ouvert en Écosse avec David Farrell-Shaw comme directeur général. La société écossaise était une filiale de l'entreprise sociale  Community Enterprise in Scotland (CEiS), financé par 700 000 livres sterling du gouvernement écossais. Le projet a également reçu £407,036 de la Big Lottery Fund et de 30 000 £ de la municipalité de Glasgow. En septembre 2012, Specialisterne Écosse a fermé. Depuis, il a rouvert à Glasgow et Londres. Des filiales ont ouvert aux États-unis, à Dublin et en Suisse.
Une branche australienne a été fondée en 2015, et un partenariat en Nouvelle-Zélande a été annoncé en 2017.